# Љиљана Бабић (агроном)
Љиљана Бабић (Београд. 5. јул 1949) је агроном и универзитетски професор.

## Биографија

### Образовање
Након завршене средње школе, Љиљана уписује Пољопривредни факултет у Новом Саду. Диплому стиче 1972. године, а већ 1975. бива изабрана за асистента у области сушења и складиштења пољопривредних производа. Године 1996. добија звање редовног професора и предаје на академским, мастер и докторским студијама из области послеубирајућих технологија. 
Магистарске и докторске студије је завршила на Свеучилишту у Загребу. Током специјализације, боравила је у САД, како 1977., тако и 2005. године.

### Објављене књиге и уредништва у часопису
Захваљујући стеченом образовању, Љиљана припада групи једног од водећих стручњака у области моделовања технологија сушења и складиштења, који се заснивају на природним ресурсима и одрживом развоју малих и средњих предузећа и на ниској потрошњи енергије. Посебно су од значаја њени резултати у оквиру производње сушеног воћа, нарочито кајсије, услед чега објављује књигу Сушење и складиштење (Нови Сад, 2000). У периоду између 1996. и 2005. године, Љиљана је била главни и одговорни уредник часописа Летопис научних радова Пољопривредног факултета у Новом Саду, а тренутно је уредник часописа Процесна техника и енергетика у пољопривреди. 
Потпредседник је Друштва за процесну технику и енергетику.